# Антоний (Тэтару)
Епископ Антоний (рум. Episcop Antonie в миру Василе Тэтару рум. Vasile Tătaru; род. 8 июня 1974, Чьютурешти, Бакэу) — архиерей Православной старостильной церкви Румынии, епископ Плоештский (с 2004).

## Биография
Родился 8 июня 1974 года в селе Чьютурешти уезда Бакэу в семье Василе и Евгении Тэтару. При крещении получил имя Василе и провёл детские годы в родном селе.
В 1990 году поступил в Куковский монастырь, когда настоятелем там был архимандрит Пахомий (Морарь).
Вернувшись в монастырь после военной службы, он был 25 июня 1995 года пострижен настоятелем монастыря архимандритом Пахомием (Морарем) в монашество с наречение имени Антоний.
11 декабря 1995 года он был хиротонисан во иеродиакона, а 22 февраля 1999 года — во иеромонаха.
1 октября 2004 года был хиротонисан во епископа Плоештского при этом продолжил жить в братии Куковского монастыря, выполняя рядовые послушания монаха.